# Yamanasaurus
Yamanasaurus („ještěr z Yamana“) byl rod sauropodního dinosaura z kladu Titanosauria, žijící v období pozdní svrchní křídy (geologické stupně kampán až maastricht, asi před 75 miliony let) na území dnešního Ekvádoru. Jedná se o prvního oficiálně popsaného druhohorního dinosaura z území tohoto jihoamerického státu.

## Popis
Fosilie druhu Y. lojaensis byly objeveny již v polovině 80. let 20. století na území geologické pánve Alamor-Lancones na jihu Ekvádoru, a to v sedimentech souvrství Río Playas (stáří kolem 75 až 70 milionů let). Yamanasaurus byl mohutný býložravec s dlouhým krkem a ocasem, čtyřma sloupovitýma nohama a robustním trupem. Pravděpodobně žil v malých stádech. O jeho paleoekologii ani ekosystémech však dosud není známo mnoho informací.

## Systematické zařazení
Anatomické znaky na fosilních kostech tohoto sauropodního dinosaura jej řadí do příbuzenstva rodu Neuquensaurus. Jedná se tak o dosud nejseverněji žijícího zástupce podčeledi Saltasaurinae.

### Česká literatura
- SOCHA, Vladimír (2021). Dinosauři – rekordy a zajímavosti. Nakladatelství Kazda, str. 18.